# أسماء نيانج
أسماء نِيانج (بالفرنسية: Asma Niang) المولودة في 4 يناير عام 1983 هي لاعبة جودو مغربية. و قد مثلت المغرب في الألعاب الأولمبية الصيفية 2016 في ريو دي جانيرو ضمن فئة ال70 كيلو سيدات.

## روابط خارجية
- أسماء نيانج على موقع الفيدرالية الدولية للجودو (الإنجليزية)
- أسماء نيانج على موقع JudoInside.com (الإنجليزية)
- أسماء نيانج على موقع AllJudo.net (الفرنسية)
- أسماء نيانج على موقع اللجنة الأولمبية الدولية (الإنجليزية)
- أسماء نيانج على موقع أوليمبيديا (الإنجليزية)
- أسماء نيانج على موقع اللجنة الأولمبية المغربية (الفرنسية)